# Eadbald Kentský
Eadbald (Ēadbald) byl králem Kentu od roku 616 až do své smrti v roce 640. Byl synem krále Æthelberhta a jeho ženy Berthy, dcery merovejského krále Chariberta. Æthelberht během své vlády vytvořil z Kentu dominantní mocnost v Anglii a stal se prvním anglosaským králem, který přestoupil z anglosaského pohanství ke křesťanství. Eadbaldův nástup na trůn znamenal významný zádrhel pro růst církve, neboť opět přijal původní pohanství a nekonvertoval ke křesťanství nejméně po celý další rok a možná až i dalších osm let. Nakonec konvertoval díky úsilí sv. Laurentia či sv. Justa a separoval se od své první ženy, která byla jeho macechou, protože na tom církev trvala. Eadbaldovou druhou ženou byla Emma, zřejmě franská princezna či kněžna. Povila mu dva syny, Eormenreda a Eorcenberhta, a dceru, Eanswith.
Eadbaldova moc byla sice menší než jeho otce, ale Kent byl stále dostatečně silný na to, aby byl vynechán ze seznamu království, která byla podřízena Edwinovi Northumbrijskému. Edwinův sňatek s Eadbaldovou sestrou, Æthelburgou ustavil mezi oběma zeměmi velmi dobrý vzájemný poměr, který zřejmě přetrval i za Oswaldovy vlády. Když Æthelburg utekla po Edwinově smrti asi v roce 633 zpět do Kentu, poslala své děti do franské říše kvůli bezpečí, obávajíc se jak Eadbaldových, tak Oswaldových intrik.
Eadbald zemřel v roce 640 a po něm nastoupil Eorcenberht. Eormenred mohl být sice nejstarší synem, ale pokud vládl, tak nejvýše jako spolukrál.